# فريديريك غروسمان
فريديريك غروسمان (بالفرنسية: Frédéric Grossmann)‏ هو مجدف فرنسي، ولد في 20 سبتمبر 1895 في ستراسبورغ في فرنسا، وتوفي في 19 ديسمبر 1979 في دورتموند في ألمانيا.

## وصلات خارجية
- فريديريك غروسمان على موقع الاتحاد الدولي للتجديف (الإنجليزية)
- فريديريك غروسمان على موقع أوليمبيديا (الإنجليزية)